# 罗汉寺 (重庆市)
罗汉寺，位于重庆市渝中区民族路，是中国汉族地区佛教全国重点寺院之一。重庆市佛教协会设于此。现任方丈智丰法师。1962年2月18日列為重慶市第一批文物古蹟保護單位。2000年9月7日列為第一批重慶市文物保護單位。

## 历史
北宋治平年间（1064年—1067年），因罗汉洞而建寺，初名“治平寺”。《蜀中名胜记》载：“治平寺……有罗汉、先天二洞，皆古洞。”
清乾隆十七年（1752年），因前殿坍圮，改建龙神祠。
清光绪十一年（1885年），由隆法和尚主持修葺治平寺，仿新都宝光寺修建罗汉堂，添设泥塑五百阿罗汉，改寺名为罗汉寺；
1942年，罗汉寺毁于日本轰炸，后修复，重塑五百罗汉像。
文化大革命中，罗汉塑像再次被捣毁；1984年，重庆市政府拨专款再次重塑五百罗汉像。

## 建筑
始建古迹现今仅存“明碑亭”所嵌“西湖古迹”碑石，还依稀可辨字痕。 
寺内存有羅漢寺古佛崖石刻佛像400余尊，包含卧佛涅像（俗称“睡佛”）、观音像和供养人像等数尊，风格于大足石刻相近，整个摩崖石刻长逾20米。 大雄宝殿内存有十六尊者塑像，即为佛陀十六名得意门生。另有明代“西方三圣”铜铸像，缅甸“释迦牟尼成道玉佛”，临摹印度壁画“释迦牟尼离宫出家图”等。 
寺内藏经楼藏有汉文大藏经、梵文和藏文佛教经典，还有众多唐、明两代古籍字画等。
罗汉堂内泥塑造像总计524尊，造型细腻精巧、神态逼真、多姿多样，香火旺盛。有善男信女向泥像旁扔钱币，并默数罗汉以求众佛保佑。

### 吳皋過灘舟夜重慶三詩碑
- 過灘：高江硉兀接昆侖，急舸搖颺斷夢魂。風亂驚廻奇相宅，煙寒愁入太陰門。過灘欲與蛟龍鬬，聽櫓渾如霹靂喧。繡斧不緣綸命肅，只攜藥裹臥山園。
- 舟夜：拂夜凌風泛木蘭，迢迢水國傍雲湍。南林晻曖驚驅雀，北塢依微羡集鸞。明月江懸千里浄，灋星天遠四時寒。衣裳虛佩銀章小，長嘯一聲天地寬。
- 重慶：一片石頭二水環，天墉城闕破愁顏。逐家嵐氣生衣上，隔市江光入座間。鶯羽晴歌明月峽，榿林春點縉雲山。玉珍未必能勝此，收拾清朝擬重關。

## 流行文化
2006年宁浩执导的喜剧犯罪电影《疯狂的石头》于罗汉寺拍摄。

## 图册

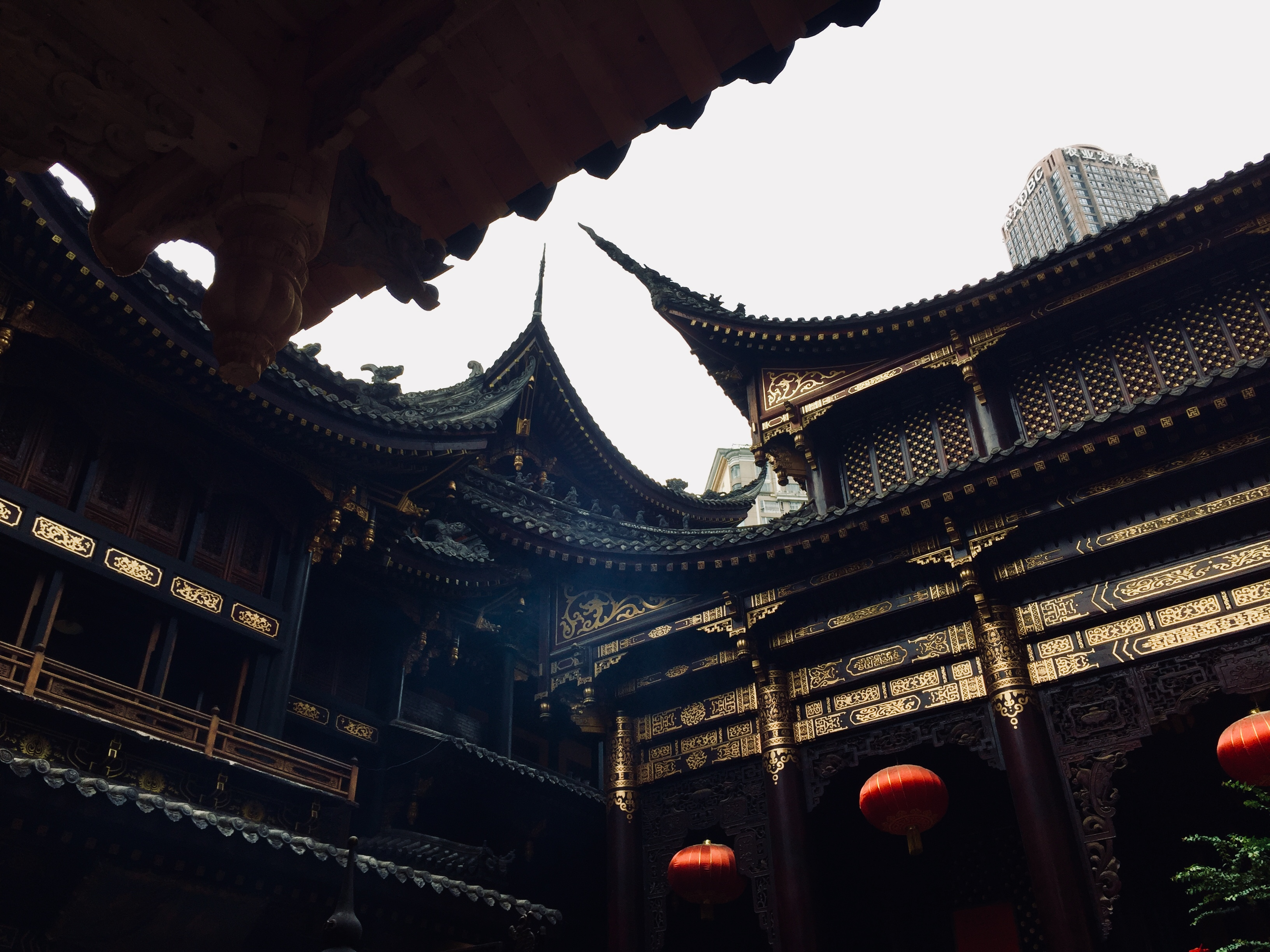
内景
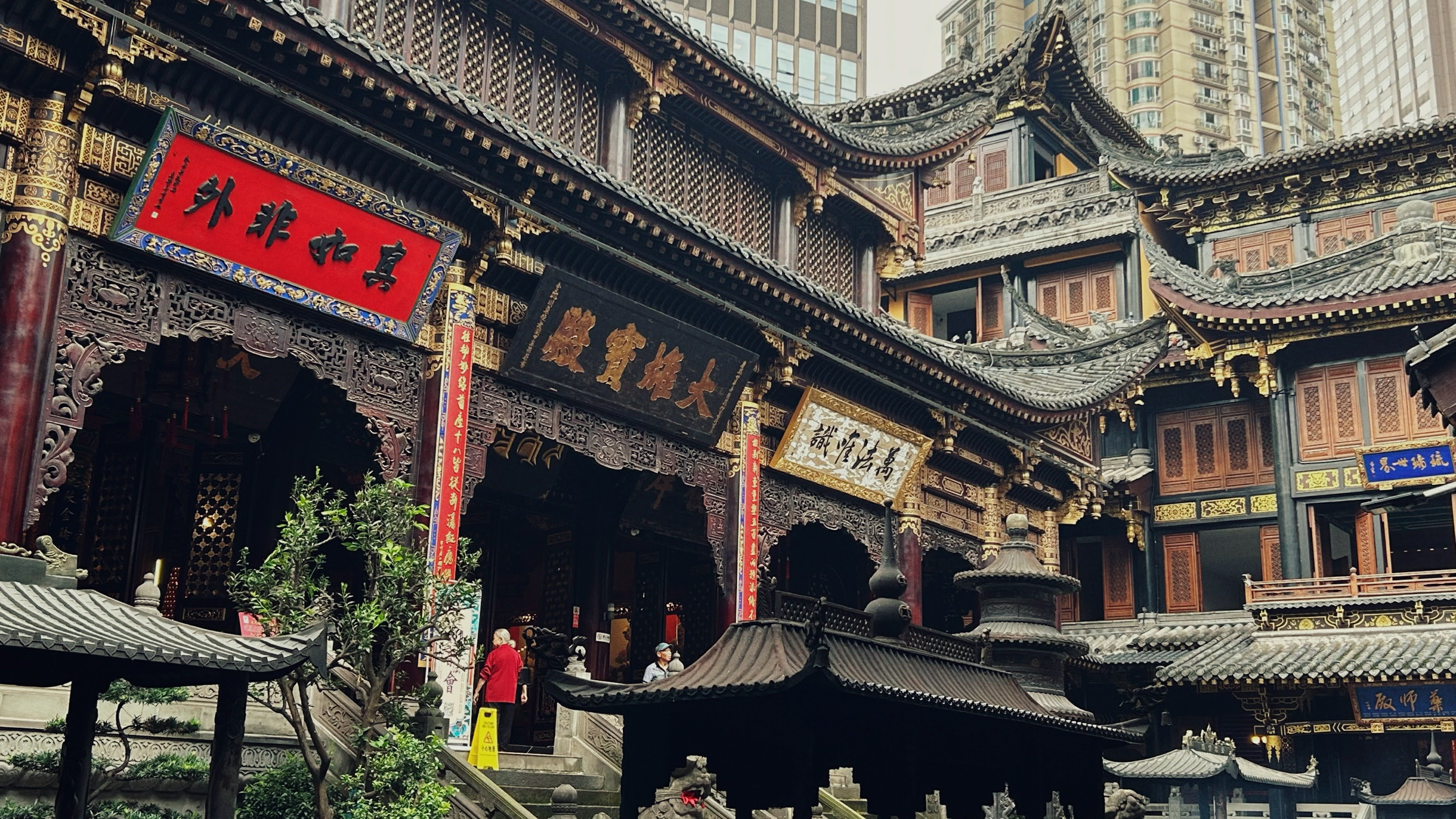
大雄宝殿
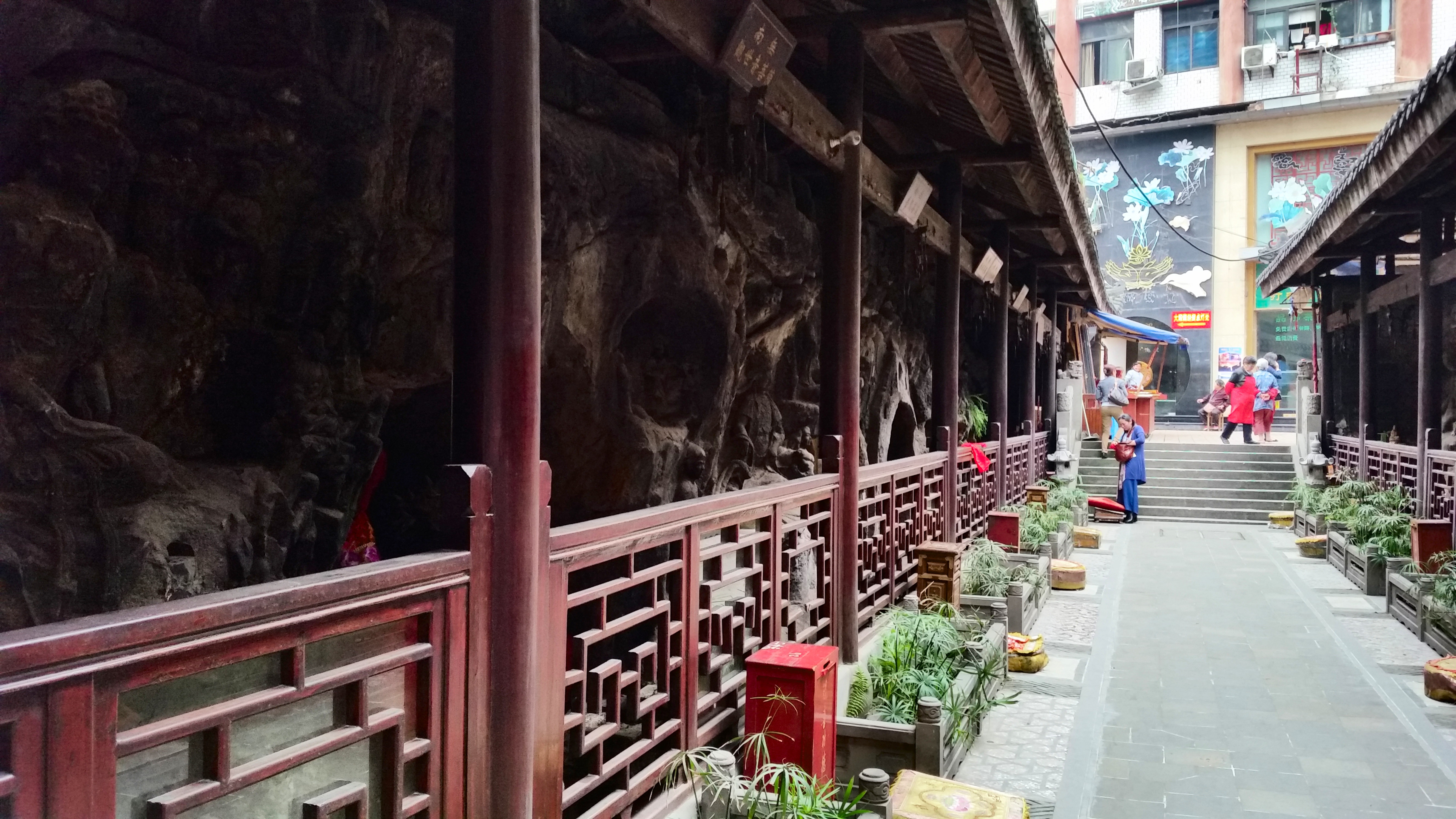
古佛崖摩崖造像
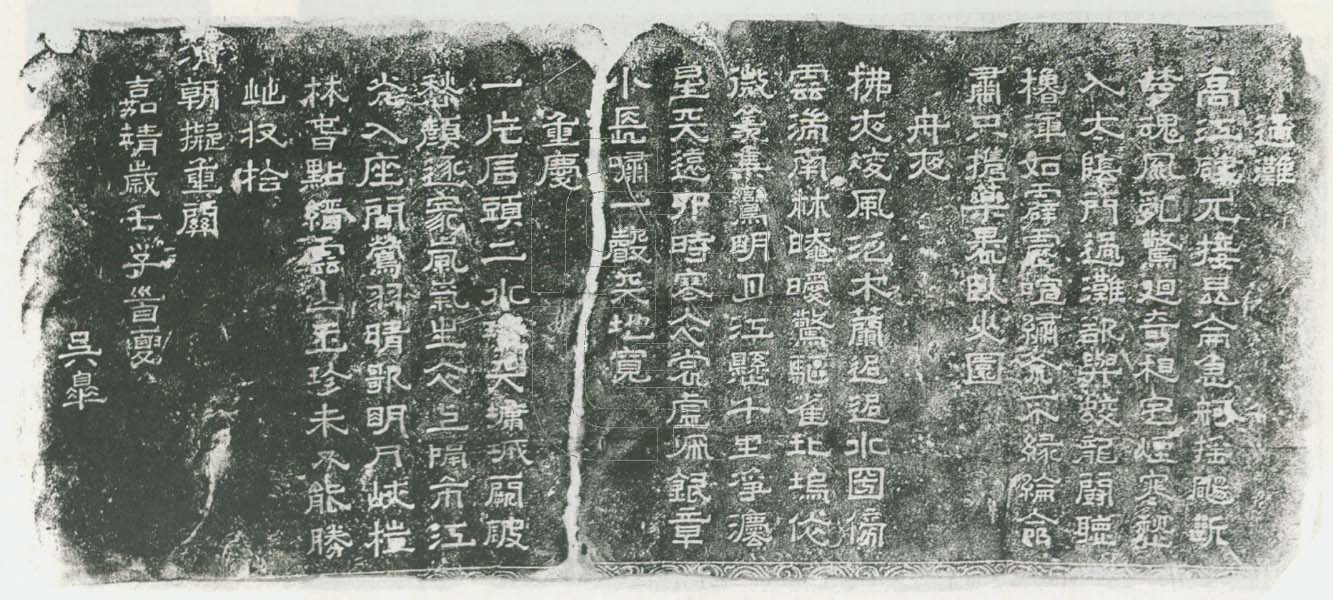
巴縣羅漢寺吳皋過灘舟夜重慶三詩碑